# Rio Duşa Mijlocie
O Rio Duşa Mijlocie é um rio da Romênia, afluente do Sadu, localizado no distrito de Sibiu.